# آلن بهی
آلن بهی (انگلیسی: Alain Behi؛ زادهٔ ۱ ژوئیهٔ ۱۹۷۸) بازیکن فوتبال اهل ساحل عاج است.
از باشگاه‌هایی که در آن بازی کرده‌است می‌توان به باشگاه فوتبال اشفورد تاون، باشگاه فوتبال راندرس، و باشگاه فوتبال کاتانیا اشاره کرد.
وی همچنین در تیم ملی فوتبال ساحل عاج بازی کرده‌است.